# Aeroportul Okao
Aeroportul Okao (IATA: OKV) este un aeroport din Papua Noua Guinee.
aeroportul dispune de o singură pistă.